# Otto Magnus von Stackelberg (Genealoge)
Otto Magnus Jakob Peter Karl Adam Freiherr von Stackelberg (* 6. Augustjul. / 18. August 1867greg. in Linden, Gouvernement Estland; † 3. Februar 1947 in Doberan) war ein deutsch-baltischer Genealoge und Autor.

## Leben

### Herkunft und Familie
Otto Magnus von Stackelberg war Angehöriger des deutschbaltischen Adelsgeschlechts von Stackelberg. Sein Vater war Freiherr Magnus Peter Johann von Stackelberg (* 18. April 1839 in Linden; † 15. Januar 1909 in Kiwidepäh), Pächter von Linden, Dirigent der Akziseverwaltung in Simbirsk und russischer Wirklicher Staatsrat, seine Mutter war Sophie Charlotte Luise von Kursell a. d. H. Sinnalep (* 7. Juli 1843 in Hapsal; † 27. Januar 1914 ebenda).
Er vermählte sich am 7. Oktober 1894 auf Großenhof mit Gräfin Dorothea (Dolly) Julie Charlotte Adele von Ungern-Sternberg (* 7. Oktober 1870 in Reval; † 1945), Erbin von Großenhof. Die Ehe blieb kinderlos.

### Werdegang
Seine Schulbildung hat Stackelberg auf dem Kollmannschen Privatgymnasium in Dorpat genossen und studierte anschließend von 1887 bis 1892 Rechtswissenschaften auf der Kaiserlichen Universität Dorpat.

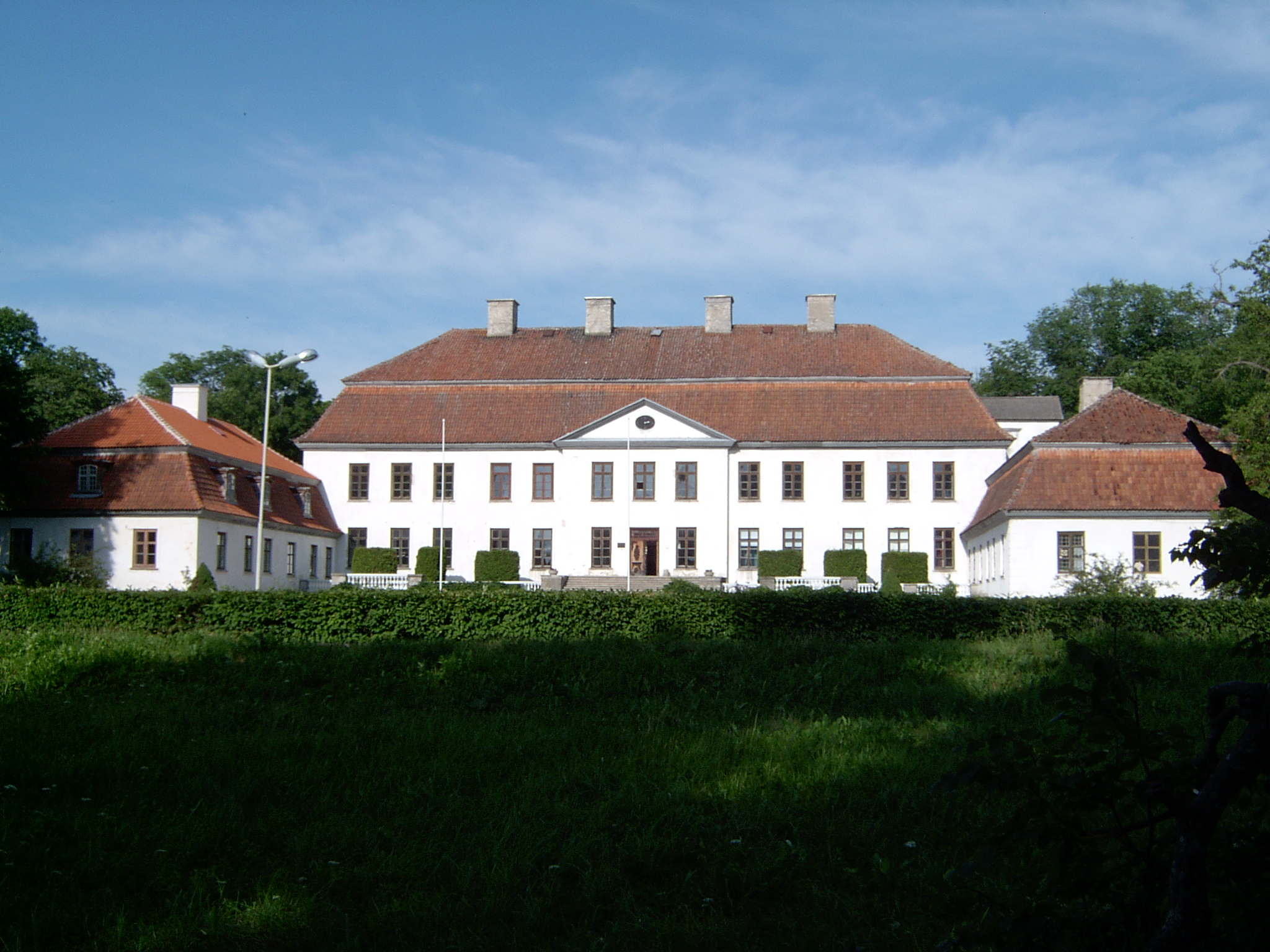
Herrenhaus Großenhof (2003)

Nach seinem Studium betätigte in Audern, Livland und Sauck in Estland als Landwirt, war von 1894 bis 1896 Arrendator von Alt- und Neu-Riesenberg in Estland und erwarb schließlich 1896 das Gut Kiwidepäh in Estland, welches bis 1919 in seinem Besitz blieb. Stackelberg war auch Verwalter der Güter seiner Frau, so bspw. von Putkas und lebte meist auf Großenhof.
Im Jahre 1900 war Stackelberg Mitglied der Estländischen Matrikelkommission und 1902 Mitglied der Kassenverwaltung der Estländischen Adels Güter-Kredit-Verwaltung. Seit 1904 betätigte er sich Ehrenfriedensrichter und war 1905 bis 1918 Kreisdeputierter für die Wiek. 1906 wurde Stackelberg Präsident der estländischen Abteilung der kaiserlich russischen Verwaltung für Fischzucht und Fischfang. 1917 lebte er kurzzeitig in Finnland, zog aber 1918 nach Deutschland, wo er seit 1920 in Schönfeld bei Tiefensee in Ostpreußen besitzlich war. Später lebte er in Doberan, wo er auch verstarb.
Stackelberg war Rechtsritter des Johanniterordens.

## Werke
als Autor
- Aus der späteren Schicksalen der Familie Kursell In: Bibliothek Livländischer Geschichte Band 1, 1897
- Die Ahnentafel des Heinrich Adolph von Kursell und dessen Nachkommen in Preussen. In: Jahrbuch für Genealogie, Heraldik und Sphragistik, 1898. S. 82–86
- Moritz Engelbrecht von Kursell, estländischer Ritterschaftshauptmann. 1744–1799. In: Baltische Monatsschrift, Band 55, 1903, S. 277 ff.
- Ausgestorbene Vasallen-Geschlechter: 1. Die Kuddelen 1909
- Die Stackelberg in der Gefolgschaft der Bischöfe von Dorpat 1305–1558. Görlitz 1925
- Bilder aus der Vergangenheit eines baltischen Geschlechts. 1925
- Ahnentafel des Philosophen Hermann von Keyserling In: Stamm- und Ahnentafelwerk, Verlag Zentralstelle für Deutsche Personen- und Familiengeschichte, Band 18, 1939

als Co-Autor
- Die Familienstiftung und der Familienverband des freiherrlichen und gräflichen Geschlechts von Stackelberg im 50. Jahre nach der Gründung am 7. März 1864: Festschrift zum 16. März 1914, Revalsche Zeitung

als Bearbeiter
- Genealogisches Handbuch der baltischen Ritterschaften Teil 2, 1.2: Estland, Görlitz 1930 (Digitalisat)
- Genealogisches Handbuch der baltischen Ritterschaften Teil 2, 3: Estland, Görlitz 1930 (Digitalisat)